# Бінцен
Бінцен (нім. Binzen) — громада в Німеччині, знаходиться в землі Баден-Вюртемберг. Підпорядковується адміністративному округу Фрайбург. Входить до складу району Леррах.
Площа — 5,81 км2. Населення становить 3032 ос. (станом на 31 грудня 2020).